# طوماس نايلز
طوماس نايلز (بالإنجليزية: Thomas Niles)‏ هو دبلوماسي أمريكي، ولد في 22 سبتمبر 1939.

## وصلات خارجية
- طوماس نايلز على موقع إن إن دي بي (الإنجليزية)